# Alfred Krupp
Alfred Krupp (26. dubna 1812 Essen – 14. července 1887 Essen) byl německý průmyslník a vynálezce, pocházející z rodiny Kruppů. Jeho mladším bratrem byl Hermann Krupp (1814–1879), vnučkou pak Bertha Krupp von Bohlen und Halbach.

## Život

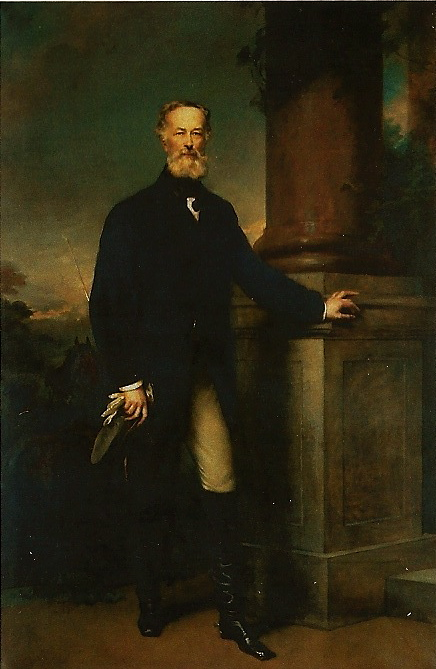
Alfred Krupp

Odlévání ocele byla rodinná tradice a odlévání děl bylo Kruppovo velké přání. Skládané hlavně byly sice na tehdejší dobu kvalitní, ale náročné na výrobu. Oproti tomu odlévání bylo přímočaré a hlavně jednodušší. Ocel byla pro tento účel víc než dostačující, avšak vyrábět trubky dostatečně silné na hlavně děl nebyla technicky jednoduchá záležitost. Alfred Krupp byl odhodlaný i přesto svůj oblíbený materiál prosadit.

### Úmrtí otce a odchod ze studií
Bylo mu čtrnáct let, když jeho otec Friedrich Krupp zemřel a zanechal po sobě manželku Therese, syna a rozpadající se slévárnu v nepříliš prosperujícím stavu. Alfred následně svoje studia přerušil a převzal po zemřelém otci vedení slévárny. Z takovéhoto dědictví se Alfredu Kruppovi podařilo vytvořit průmyslové impérium. Celý život trpěl nespavostí a byl workoholik.
Nové zbraně se mu podařilo vyrábět až po dvaceti letech práce v oboru, ale od počátku se snažil o inovaci v oblasti techniky výroby. Krupp jako patriot dodával zbraně Prusku a později Německu, ale pokud se naskytla možnost byl ochoten obchodovat s každým, kdo měl dostatek financí.

### Počáteční nedůvěra v Kruppova děla
Zpočátku byli nejen Pruští úředníci, ale i vojenští hodnostáři k jeho výrobkům nedůvěřiví. Po třech letech se však podařilo dodat armádě dělo ráže 6,5 cm, aby ho vojáci vyzkoušeli a zhodnotili jeho vojenský potenciál. Zkušební komise dělo, ale nechala stát venku. Toto dělo korodovalo, aniž by bylo jedenkrát použito k výstřelu. Vojáci argumentovali tím, že pro vojenské užití se hodí víc bronzové zbraně.
Krupp tak svoje děla vystavoval na mezinárodních výstavách. Posléze se podařilo prodat Pruské armádě tři sta ocelových zezadu nabíjených děl. Prusku se tento obchod vyplatil, když se tyto děla osvědčila ve válce s Francii v roce 1870.
Krupp i poté stále cítil od armádních špiček nezájem, proto nechal postavit střelnici v Meppenu a v letech 1878 až 1879 tam provedl řadu předváděcích zkoušek nejen pro Německé zájemce. Dostavil se úspěch, ale i tak přicházely objednávky hlavně ze zahraničí.
Zemřel roku 1887 na srdeční infarkt.